# Сара Майєр
Са́ра Ма́йєр (нім. Sarah Meier, зустрічається вимова прізвища Мейєр; *4 травня 1984, Бюлах, Швейцарія) — швейцарська фігуристка, що виступає у жіночому одиночному фігурному катанні. Багаторазова переможиця Національної першості з фігурного катання Швейцарії (2000, 2001, 2003, 2005—08, 2010 роки), чемпіонка Європи (2011 рок), неодноразова учасниця Чемпіонатів світу (найвище досягнення — 6-і місця першостей 2006 і 2008 років), інших престижних міжнародних змагань з фігурного катання. Спортсменка року Швейцарії (2011).

## Біографія

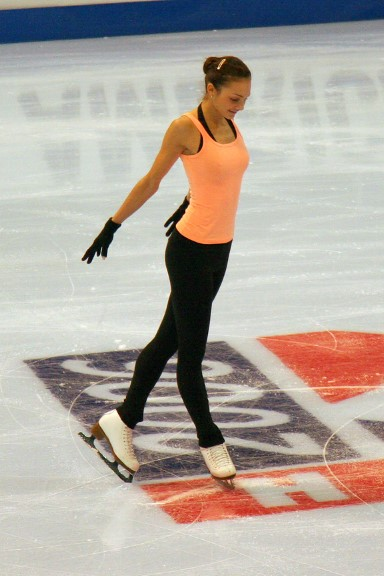
Сара Майєр на етапі Гран-Прі «Skate America» 2006 року

Сара Майєр народилася в Бюлаху (кантон Цюрих, Швейцарія). Походить із спортивної родини — її мати працює суддею міжнародної кваліфікації з фігурного катання, сестра — учасниця колективу синхронного фігурного катання, тітка, що колись сама була фігуристкою, зараз особисто тренує небіжку. За чоловічою лінією — батько і дядя, а також 2 кузени є хокеїстами.
Уперше Сара встала на ковзани у два роки, а в 4-річному віці її мама відвела до дитячої групи з фігурного катання. Коли Сарі виповнилось 10 років, вона стрибнула свій перший подвійний аксель, 12 — потрійний лутц, а вже в 13 засвоїла і виконувала всі стрибки в три оберти. 
У 2007 році вона виборола срібну медаль на Чемпіонаті Європи з фігурного катання і стала першою швейцарською фігуристкою, яка виграла медаль цього турніру після Деніз Більманн.
У сезоні 2008/2009 Сара Майєр взяла участь у деяких турнірах під егідою Міжнародного союзу ковзанярів, зокрема стала 3-ю на турнірі «Finlandia Trophy» і 6-ю на етапі серії Гран-Прі «Cup of China», однак надалі відмовилась від виступів через травму, в т.ч. і на Чемпіонаті Європи з фігурного катання 2009 року з метою повноцінного відновлення до Світової першості з фігурного катання 2009 року. На турнірі в Лос-Анджелесі Сара ввійшла до чільної 10-ки найсильніших фігуристок-одиночниць планети, посівши 9-е місце, хоча і за результатами короткої, і довільної програм була 10-ю, відтак здобувши на цьому турнірі 2 путівки для швейцарських одиночниць на наступний ЧС з фігурного катання і 2 олімпійські ліцензії для Швейцарії для участі в турнірі фігуристок-одиночниць на XXI Зимовій Олімпіаді (Ванкувер, 2010).

## Спортивні досягнення

### після 2002 року
| Змагання/Сезони                          | 2002/2003 | 2003/2004 | 2004/2005 | 2005/2006 | 2006/2007 | 2007/2008 | 2008/2009 | 2009/2010 | 2010/2011 |
| ---------------------------------------- | --------- | --------- | --------- | --------- | --------- | --------- | --------- | --------- | --------- |
| Зимові Олімпійські ігри                  |           |           |           | 8         |           |           |           | 15        |           |
| Чемпіонати світу з фігурного катання     | 19        | 13        | 14        | 6         | 7         | 6         | 9         | 26        |           |
| Чемпіонати Європи з фігурного катання    |           | 10        | 10        | 4         | 2         | 2         |           | 5         | 1         |
| Чемпіонати Швейцарії з фігурного катання | 1         |           | 1         | 1         | 1         | 1         |           | 1         |           |
| Фінали серії Гран-прі                    |           |           |           |           | 3         |           |           |           |           |
| Етапи Гран-прі: «Trophee Eric Bompard»   | 5         |           |           |           |           | 4         |           |           |           |
| Етапи Гран-прі: «Cup of China»           |           |           |           |           |           |           | 6         |           |           |
| Етапи Гран-прі: «NHK Trophy»             | 7         |           |           | 7         |           | 2         |           | WD        |           |
| Етапи Гран-прі: «Skate America»          |           |           |           |           | 4         |           |           |           |           |
| Етапи Гран-прі: «Cup of Russia»          |           |           |           |           | 1         |           |           |           |           |
| Етапи Гран-прі: «Skate Canada»           |           |           |           | 5         |           |           |           |           | WD        |
| Зимові Універсіади                       |           |           | 5         |           |           |           |           |           |           |
| Турніри «Finlandia Trophy»               |           |           |           |           |           |           | 3         |           |           |
| Турніри «Nebelhorn Trophy»               |           |           |           | 5         |           |           |           |           |           |
| Меморіали Ондрея Непела                  | 2         |           |           |           |           |           |           |           |           |

### до 2002 року
| Змагання/Сезони                                    | 1996/1997 | 1997/1998 | 1998/1999 | 1999/2000 | 2000/2001 | 2001/2002 |
| -------------------------------------------------- | --------- | --------- | --------- | --------- | --------- | --------- |
| Зимові Олімпійські ігри                            |           |           |           |           |           | 13        |
| Чемпіонати світу з фігурного катання               |           |           |           |           | 12        |           |
| Чемпіонати Європи з фігурного катання              |           |           |           | 16        | 5         | 13        |
| Чемпіонати світу з фігурного катання серед юніорів |           |           | 10        | 3         |           |           |
| Чемпіонати Швейцарії з фігурного катання           | 1N.       | 1J        | 2         | 1         | 1         |           |
| Етапи Гран-Прі: «Skate Canada»                     |           |           |           |           |           | 5         |
| Турніри «Finlandia Trophy»                         |           |           |           |           |           | 9         |
| Турніри «Nebelhorn Trophy»                         |           |           |           |           | 2         |           |

N = дитячий рівень; J = юніорський рівень

## Виноски
1. ↑  Sarah Meier muss auf EM verzichten. Архів оригіналу за 21 січня 2009. Процитовано 27 березня 2009. Sarah Meier muss auf EM verzichten (нім.)
2. ↑  Результати короткої програми на турнірі фігуристок-одиночниць на Чемпіонаті світу з фігурного катання [Архівовано 5 листопада 2019 у Wayback Machine.] // Офіційний сайт ІСУ
3. ↑  Результати довільної програми на турнірі фігуристок-одиночниць на Чемпіонаті світу з фігурного катання [Архівовано 5 листопада 2019 у Wayback Machine.] // Офіційний сайт ІСУ